# Сала (община)
Община Сала (на шведски: Sala kommun) е разположена в лен Вестманланд, централна Швеция с обща площ 1211 km2 и население 21 769 души (към 31 декември 2013). Административен център на община Сала е едноименния град Сала.